# منتخب غوادلوب لكرة القدم
منتخب غوادلوب لكرة القدم (بالفرنسية: Équipe de Guadeloupe de football)‏ هو منتخب مناطقي فرنسي يقع مقره في جزر غوادلوب ويشرف عليه اتحاد غوادلوب لكرة القدم وهو اتحاد فرعي عن الاتحاد الفرنسي لكرة القدم . منتخب جزر جوادلوب غير عضو بالاتحاد الدولي لكرة القدم وبالتالي لا يحق له المشاركة في بطولة كأس العالم .
أشهر اللاعبين الغوادلوبيين الذين شاركوا مع منتخب فرنسا هم تيري هنري ، سيلفان ويلتورد ، وليليان تورام الذين ساهموا في تتويجه ببطولة كأس العالم لكرة القدم 1998 . على الرغم من ذلك فإن منتخب جوادلوب عضو في اتحاد أمريكا الشمالية لكرة القدم واتحاد دول البحر الكاريبي لكرة القدم .